# LogoWriter
LogoWriter es una modificación de LOGO, creada para ampliar las posibilidades de trabajar el texto.

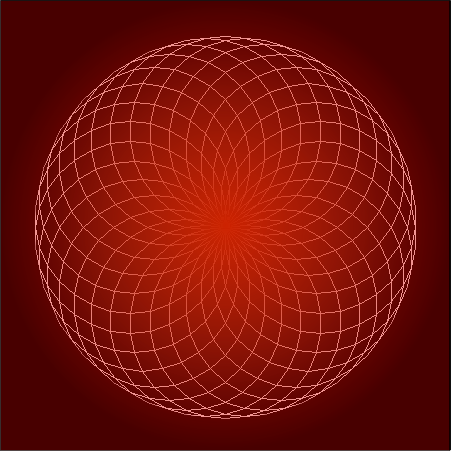
Remi turtlegrafik

## Características
En LogoWriter no se trabaja el texto como en un procesador de textos, editando y borrando, sino que se programa como un objeto. Según Seymour Papert el texto se convierte en un objeto para pensar. A partir del año 2013 se usan versiones más modernas como LSCI, MICROMUNDOS EX.